# Lexeemvariatie
Lexeemvariatie is een begrip in de tekstlinguïstiek waarmee het door elkaar heen gebruiken van lexemen met dezelfde referent ofwel synoniemen binnen dezelfde tekst en in het bijzonder binnen een en dezelfde alinea wordt bedoeld. De bedoeling is het vermijden van te veel herhaling. Bij wat langere teksten kan op een gegeven moment worden overgeschakeld op het tegenovergestelde van lexeemvariatie, lexeemrecurrentie. 
Lexeemvariatie dient vooral ter bevordering van de coherentie en de isotopie binnen een tekst.
Het verschijnsel lexeemvariatie lijkt op coreferentie, maar dient hiervan te worden onderscheiden. Coreferentie betreft vooral de inhoudelijke herhaling van bepaalde woorden of zinsdelen binnen dezelfde tekst door middel van in het bijzonder verwijzende elementen zoals anaforen. Bij lexeemvariatie is er juist geen sprake van onderlinge verwijzing, aangezien een tekst geen "houterige" stijl mag krijgen als gevolg van te veel woordherhalingen.